# Tiliacora lehmbachii
Tiliacora lehmbachii là một loài thực vật thuộc họ Menispermaceae. Loài này có ở Cameroon và Cộng hòa Dân chủ Congo. Môi trường sống tự nhiên của chúng là rừng ẩm vùng đất thấp nhiệt đới hoặc cận nhiệt đới. Chúng hiện đang bị đe dọa vì mất môi trường sống.